# Green Fish
Pour plus de détails, voir Fiche technique et Distribution.
Green Fish (hangeul : 초록 물고기 ; RR : Chorok mulgogi) est un film dramatique sud-coréen écrit et réalisé par Lee Chang-dong, sorti en 1997.
Ceci est le premier long-métrage du réalisateur.

## Synopsis
Mak-dong (Han Seok-Kyu) effectue en train le trajet qui doit le ramener auprès de sa famille quand il rencontre Mi-ae (Shim Hye-jin) : alors qu'il se penche par une porte ouverte pour ressentir le souffle d'une liberté nouvelle, il reçoit sur le visage le foulard rouge de la jeune femme, qui fait la même chose que lui à la porte de la voiture voisine. Il se dirige alors vers la jeune femme et découvre trois voyous en train de la harceler. Il intervient mais se fait casser la figure, sans doute à cause de son uniforme: il vient d'obtenir sa décharge de l'armée. Mais Mak-dong est rancunier : à l'arrêt suivant, il descend pour se venger des voyous. Le train redémarre sans lui, mais avec sa valise… et avec la mystérieuse jeune femme dont il possède toujours le foulard. De retour chez lui, Mak-dong se met en quête d'un emploi pour subvenir aux besoins de sa famille, en situation précaire depuis la mort de son père. Parti sur les traces de Mi-ae par la même occasion, il rejoint le gang de Bae Tae-gon (Moon Seong-geun), son amant…

## Fiche technique
- Titre : Green Fish
- Titre original : 초록 물고기 (Chorok mulgogi)
- Réalisation : Lee Chang-dong
- Scénario : Lee Chang-dong et Oh Seung-wook[1]
- Musique : Lee Dong-june
- Décors : Joo Byeong-do
- Costumes : Kim Hyeon-gyeong
- Photographie : Yoo Young-kil
- Montage : Kyeong Min-ho
- Production : Myeong Kye-nam et Yeo Gyoon-dong
- Société de production : Cinema Service[1]
- Société de distribution : Cinema Service
- Pays d'origine : Corée du Sud
- Langue originale : coréen
- Format : couleur - 1.85 : 1 - Dolby Digital - 35 mm
- Genre : drame
- Durée : 114 minutes
- Dates de sortie :
  -  Corée du Sud : 7 février 1997
  -  Grèce : 26 novembre 1997 (Festival international du film de Thessalonique)

## Distribution
- Han Suk-kyu : Mak-dong
- Shim Hye-jin : Mi-ae
- Moon Sung-keun : Bae Tae-gon
- Myeong Kye-nam : Kim Yang-gil
- Kim Yong-man : le patron Park
- Lee Ho-seong : le frère aîné
- Song Kang-ho : Pan-soo

## Production
Après avoir écrit pour les films To the Starry Island (그 섬에 가고싶다, 1993) et A Single Spark (아름다운 청년 전태일, 1995) de Park Kwang-su, le romancier Lee Chang-dong écrit le scénario pour son premier long-métrage, en compagnie de Oh Seung-wook.

## Accueil

### Sorties internationales
Green Fish sort le 7 février 1997 en Corée du Sud. L'avant-première mondiale a lieu le 26 novembre 1997 au Festival international du film de Thessalonique en Grèce.

### Box-office
| Pays ou région | Box-office      | Date d'arrêt du box-office | Nombre de semaines |
| -------------- | --------------- | -------------------------- | ------------------ |
| Corée du Sud   | 163 655 entrées | —                          | —                  |

## Distinctions

### Récompenses
- Baek Sang Art Awards 1997 : Meilleur acteur (Han Seok-Kyu)
- Blue Dragon Film Awards 1997 :
  - Meilleur film (Lee Chang-dong)
  - Meilleur acteur (Han Seok-Kyu)
- Festival international du film de Vancouver 1997 : Dragons and Tigers Award (Lee Chang-dong)
- Festival international du film de Rotterdam 1998 : Netpac Award - « Special Mention » (Lee Chang-dong)

### Nominations
- Festival international du film de Busan 1997 : Meilleur film - New Currents Award (Lee Chang-dong)
- Festival international du film de Thessalonique 1997 : Alexandre d'or (Lee Chang-dong)